# Batrachedra liopis
Batrachedra liopis là một loài bướm đêm thuộc họ Blastobasidae. Nó được tìm thấy ở Úc.